# ダヴィド・ラーゲルクランツ
- ダビド・ラーゲルクランツ
- デビッド・ラーゲルクランツ
- デヴィッド・ラーゲルクランツ

ダヴィド・ラーゲルクランツ（スウェーデン語: David Lagercrantz、1962年9月4日 - ）は、スウェーデンのジャーナリストであり、作家でもある。『ミレニアム4 蜘蛛の巣を払う女』、『ミレニアム5 復讐の炎を吐く女』、『ミレニアム6 死すべき女』などで国際的に認められている。そして彼はスウェーデンのPENの理事である。

## 私生活
ラーゲルクランツはストックホルムのソルナで育った。彼は大学で哲学と宗教を学び、その後ジャーナリズムのゴーセンバーグ学校を卒業した。彼は地方紙『SundsvallsTidning』の記者として犯罪記者としてキャリアを開始し、全国紙の『Expressen』に続き、スウェーデンでの80年代後半から90年代初頭の主要な刑事事件のいくつかを取り上げた。

## 著書
- 「ミレニアム」シリーズ（スティーグ・ラーソンと共作） ヘレンハルメ美穂・久山葉子 共訳、早川書房 2017 -
- 「闇の牢獄」吉井智津 訳、KADOKAWA 2023
- 「記憶の虜囚」岡本由香子 訳、KADOKAWA 2024